# Liste der Monuments historiques in Saint-Masmes
Die Liste der Monuments historiques in Saint-Masmes führt die Monuments historiques in der französischen Gemeinde Saint-Masmes auf.

## Liste der Immobilien
| Bezeichnung      | Beschreibung            | Standort                  | Kennzeichnung | Schutzstatus | Datum | Bild           |
| ---------------- | ----------------------- | ------------------------- | ------------- | ------------ | ----- | -------------- |
| Kirche St-Martin | aus dem 13. Jahrhundert | Place de la Mairie (Lage) | PA00078840    | Classé       | 1921  | weitere Bilder |

## Liste der Objekte
| Bezeichnung               | Beschreibung                                              | Standort                       | Kennzeichnung | Schutzstatus    | Datum  | Bild |
| ------------------------- | --------------------------------------------------------- | ------------------------------ | ------------- | --------------- | ------ | ---- |
| Skulptur Madonna mit Kind | Stein, farbig gefasst, 16. Jahrhundert                    | in der Kirche St-Martin (Lage) | PM51000993    | Classé          | 1908   |      |
| Glocke                    | 1552 gegossen; während des Ersten Weltkriegs verschwunden | in der Kirche St-Martin (Lage) | PM51001600    | Classé gelöscht | ? 1945 |      |